# 九三学社湖南省委员会
九三学社湖南省委员会，简称九三湖南省委、九三学社湖南省委、湖南九三学社，是九三学社在湖南省的地方组织。